# Zbór Kościoła Chrześcijan Baptystów w Dubiczach Cerkiewnych
Zbór Kościoła Chrześcijan Baptystów w Dubiczach Cerkiewnych – zbór Kościoła Chrześcijan Baptystów znajdujący się w Dubiczach Cerkiewnych, przy ulicy Parkowej 11. Nabożeństwa odbywają się w każdą niedzielę o godzinie 10:00 i piątek o godzinie 17:00.
Początki zboru sięgają roku 1924. Wierni rekrutowali się głównie z Dubicz Cerkiewnych, Grabowca, oraz Redut.
W 1928 roku Agafon Tomaszuk i Abraham Stepaniuk przyjęli chrzest w Kamieńcu i stali się pierwszymi członkami zboru. W 1932 dwie, a w 1934 roku cztery dalsze osoby przyjęły chrzest. Pierwszym przełożonym zboru został Leontij Dzida. Podczas wojny rozwój zboru został zahamowany. Po wojnie zbór stał się placówką zboru w Orli. Od roku 1979 placówką kierował Anatol Skoworotko. W 1984 roku placówkę przekształcono w zbór, który tym samym się uniezależnił. W roku 1998 zbór liczył 29 osób.